# Perché qualcuno un giorno mi ha dato la vita e... una voce
Perché qualcuno un giorno mi ha dato la vita e... una voce è un album della cantante Luciana Turina, pubblicato nel 1972 dalla Cinevox.
L'album è stato rimasterizzato e ristampato in formato digitale il 22 dicembre 2010 dalla Cinevox.

## Tracce
1. Vicino al Po
2. Lei è una donna di mondo
3. Chi sarà
4. Cosa trovo nei tuoi occhi
5. Grazie Signore
6. Lasciami cantare una canzone
7. Le stagioni di un uomo
8. Quando l'acqua brucerà
9. Tu che ne sai